# Línea 7 (TUP)
La línea  es una línea de autobús urbano operada por TUP en la ciudad de Ponferrada
Une los barrios ponferradinos de La Placa y Fuentesnuevas, atravesando Flores del Sil y el centro de la ciudad, pero con la particularidad de que en vez de seguir el itinerario hacia Fuentesnuevas a lo largo de toda la Avenida de Galicia, que es el que realizan el resto de líneas con este destino, circula por un recorrido más periférico, pasando por el barrio de Compostilla y por Cuatrovientos usando la Avenida del Canal en vez de ir por el centro del Barrio.
Entre otros lugares de interés, esta línea finaliza su recorrido en el Hospital El Bierzo.

## Paradas
Sentido Fuentesnuevas
| Paradas                                 | Correspondencias | Hora aproximada de paso |
| --------------------------------------- | ---------------- | ----------------------- |
| C. Huesca (Centro Cívico)               |                  |                         |
| C. Zaragoza, 7                          |                  |                         |
| Avda. La Cemba, 176                     |                  |                         |
| Avda. La Cemba, 131                     |                  |                         |
| Avda. La Cemba, 89                      |                  |                         |
| C. Albacete                             |                  |                         |
| Avda. Portugal, 29                      |                  |                         |
| Avda. Portugal (Auditorio)              |                  |                         |
| Avda. Portugal (Parque Temple)          |                  |                         |
| C. Vía Nueva (Museo del Ferrocarril)    |                  |                         |
| Avda. La Libertad (Glorieta Los Olivos) |                  |                         |
| C. Camino de Santiago, 33               |                  |                         |
| C. Camino Santiago (Plaza Lazúrtegui)   |                  |                         |
| Intercambiador                          |                  |                         |
| Avda. Compostilla (Iglesia)             |                  |                         |
| Avda. Libertad (Escuela Hogar)          |                  |                         |
| Avda. Libertad, 45                      |                  |                         |
| Avda. del Canal, 29                     |                  |                         |
| Avda. del Canal (Centro Meteorológico)  |                  |                         |
| Avda. del Canal (Cruce Avda. Asturias)  |                  |                         |
| C. del Canal, 56                        |                  |                         |
| C. del Canal, 166                       |                  |                         |
| C. del Canal, 230                       |                  |                         |
| C. del Canal, 266                       |                  |                         |
| C. del Canal, 314                       |                  |                         |
| Avda. Galicia (Urbanización Arco Iris)  |                  |                         |
| Avda. Antonio Cortés, 8                 |                  |                         |
| Avda. Antonio Cortés (Centro Cívico)    |                  |                         |
| C. Médicos sin Fronteras (Instituto)    |                  |                         |
| Hospital                                |                  |                         |

## Polémica
En 2009, debido al recorte de líneas por el plan de reestructuración del TUP, se realizaron protestas en varios barrios de Ponferrada por reducir los horarios, y uno de ellos fue La Placa, por el recorte del recorrido de esta línea que anteriormente llegaba hasta el final del barrio